# Проскуряков, Валерий Фёдорович
Вале́рий Фёдорович Проскуряко́в (род. 21 февраля 1953, Миасс) — советский и российский тренер по боксу. Тренер-преподаватель миасской ДЮСШ № 2, личный тренер титулованного российского боксёра Эдуарда Абзалимова. Заслуженный тренер России (2004).

## Биография
Валерий Проскуряков родился 21 февраля 1953 года в городе Миассе Челябинской области. В период 1968–1970 годов проходил обучение в миасской Школе-интернате № 30, в 1986 году заочно окончил Омский государственный институт физической культуры (ныне Сибирский государственный университет физической культуры и спорта).
Осуществлял тренерскую деятельность в спортивном клубе Уральского автомобильного завода. В течение многих лет работал тренером-преподавателем на отделении бокса в миасской Детско-юношеской спортивной школе № 2. Подготовил нескольких титулованных спортсменов, добившихся успеха на международной арене, в том числе восьмерых мастеров спорта, троих мастеров спорта международного класса и одного заслуженного мастера спорта. Считается основателем женского бокса в Миассе, в 1994 году он одним из первых в городе начал принимать в свои группы девочек и затем воспитал целую плеяду успешных спортсменок.
Самый известный воспитанник Проскурякова — заслуженный мастер спорта Эдуард Абзалимов, тренировавшийся под его руководством с девятилетнего возраста. Абзалимов является чемпионом Европы по боксу, чемпионом России, серебряным призёром чемпионата мира, обладателем командного Кубка мира. Также среди его учеников мастер спорта международного класса Андрей Алымов, двукратный чемпион России, чемпион первенства Вооружённых Сил, победитель международных турниров и матчевых встреч. Его учеником был Артём Рыков, победитель Кубка России, чемпион молодёжного всероссийского первенства. Под его руководством тренировалась мастер спорта Наталья Манакова, обладательница Кубка России, серебряная призёрка Кубка Европы среди студенток и российского национального первенства.
Тренер высшей квалификационной категории. Награждён нагрудным знаком «Отличник физической культуры и спорта».
За выдающиеся достижения на тренерском поприще в 2004 году Валерий Проскуряков был удостоен почётного звания «Заслуженный тренер России».